# Kull el Conquistador
Kull el Conquistador es una película estadounidense dirigida en 1997 por John Nicolella. Relata las aventuras de Kull de Atlantis, personaje que Robert E. Howard creó en 1929 y que en la película está interpretado por el actor Kevin Sorbo.

## Argumento
La historia comienza con lo que parece ser una gran batalla entre Kull y varios de los legionarios de élite del rey de Valusia. Pero en realidad todo era una prueba para entrar a formar parte de la citada legión. A pesar de superar las pruebas físicas, Kull es rechazado debido a que no tiene sangre azul. Poco tiempo después un mensajero proveniente del Palacio Real notifica que el rey Borna ha perdido el juicio y ha asesinado a todos sus hijos. La legión parte junto con Kull hacia el palacio donde encuentran al rey cubierto en sangre y a todos sus hijos muertos. El líder de la legión, Taligaro, le pregunta al rey qué ha ocurrido, pero este, aún enloquecido lo ataca y cuando está a punto de matarlo, Kull interviene para evitarlo y tras un forcejeo, el rey acaba herido gravemente. El moribundo rey le da la corona a Kull sabedor de que muchos ahora buscarán venganza contra él.
Entre los que buscaban vengarse, se encuentran Taligaro y su sobrino, ambos de sangre azul y posibles herederos del trono. Taligaro y su sobrino deciden tratar de devolver la vida a una malvada reina bruja para que esta acabe con Kull y ellos puedan recuperar la corona. La reina Akivasha una vez devuelta a la vida, seduce a Kull y se casa con él. En la noche de bodas lo envenena y acusa de ello a una esclava y concubina de nombre Zareta, pero Kull sobrevive y se despierta a tiempo de impedir la ejecución de Zareta, y junto con esta y Ascalante, el primo sacerdote de la concubina parten en la búsqueda del aliento de Valka, lo único capaz de acabar con Akivasha. Tras conseguirlo, vuelven al reino y comienzan una batalla contra Akivasha que se había convertido en un monstruo, tras hacerle ingerir el aliento mediante un beso, muere, reinstaurándose Kull como rey. Una vez instaurado como rey reforma la legislación para dar más voz tanto al pueblo como a la mujer.

## Producción
La compañía de Dino De Laurentiis produjo la película junto a Korsala Productions. United International Pictures se encargó de la distribución internacional mientras que Universal Studios hizo lo propio en Estados Unidos.
En un principio la película iba a ser realizada con el propósito que fuera calificada como R después del fracaso de hacer una película para todos los públicos como Conan el Destructor pero la insistencia del protagonista hizo que se realizara un enfoque más infantil y acabara calificada como PG-13.

### Reparto
Originalmente la película iba a ser la tercera basada en el personaje de Conan el Bárbaro pero Arnold Schwarzenegger rechazó el papel.
Kevin Sorbo, que en aquellos momentos interpretaba a Hércules en la serie Hercules: The Legendary Journeys, obtuvo el papel principal pero rechazó que su personaje se llamara Conan. Por esta razón, cambiaron el nombre del protagonista a Kull, otro personaje de Robert E. Howard.
| Actor               | Papel          |
| ------------------- | -------------- |
| Kevin Sorbo         | Kull           |
| Tia Carrere         | Reina Akivasha |
| Thomas Ian Griffith | Taligaro       |
| Litefoot            | Ascalante      |
| Roy Brocksmith      | Tu             |
| Harvey Fierstein    | Juba           |
| Karina Lombard      | Zareta         |
| Sven-Ole Thorsen    | Rey Borna      |

### Exteriores
Kull el Conquistador fue rodada en distintos lugares de Eslovaquia como Bratislava y en los castillos de Červený Kameň, Devín y Spiš. Las escenas marítimas fueron rodadas en Croacia en emplazamientos del parque nacional de Kornati y la isla Murter.

### Música
La banda sonora estuvo compuesta por el hijo de Jerry Goldsmith, Joel Goldsmith, autor sobre todo de bandas sonoras para series de televisión como Stargate SG-1 y videojuegos.
La banda sonora hace uso de un coro de voces masculinas y temas heroicos. Como la película estaba dirigida a adolescentes además se hace uso de guitarras eléctricas y batería dándole un toque de heavy metal al tema principal y algunos otros. La banda sonora obtuvo mejores críticas que la película.

### Crítica y recaudación en taquilla
Kull el Conquistador fue un fracaso en taquilla recaudando solamente 6.112.613 $. Recibiendo además muy malas críticas tanto por el propio guionista de la película como por la crítica.
Rotten Tomatoes le otorga una puntuación del 28%.
El guionista, Charles Edward Pogue, declaró que estaba extremadamente disgustado con esta película ya que sentía que el guion había sido arruinado por la intervención en exceso de Kevin Sorbo quien solicitó que se redujera el nivel de violencia de la película para que fuera accesible al público que veía Hércules, la serie que protagonizaba en televisión, y que los personajes femeninos tuvieran menos importancia convirtiéndose en meros estereotipos.

### Base literaria
A pesar de tratarse de una aventura del personaje Kull, la película se basa en gran parte en la novela de Howard La hora del dragón, protagonizada por Conan el Bárbaro y no por Kull, aunque también toma ideas de Por esta hacha yo gobierno, que es el último relato que Howard escribió para Kull. La hora del dragón narra los intentos de la nobleza de Aquilonia de derrocar al rey Conan, reviviendo para ello a Xaltotun, un hechicero de Acheron que había muerto tres mil años antes, para que éste les ayude. En realidad, en la literatura de Howard, el imperio de Acheron («Aquerón» en las traducciones en castellano) es un imperio de la Era Hiboria (la de Conan) y no de la Era Thuria (la de Kull).

## Nueva versión
Paradox Entertainment anunció en noviembre de 2009 que está desarrollando una nueva adaptación para el personaje si bien no aportaron más detalles.